# Xanthoconium affine
Xanhoconium affine или нешто познатија по старом називу Boletus affinis је гљива из породице вргања (Boletaceae). Распрострањена је источно од Стеновитих планина и у Мексику. Расте сама или у мањим групама. Прави микоризу са тврдим лишћарима попут храстова или букве. Ретка је микоризна заједница са четинарима. Плодоноси од јуна до септембра. Честа врста.

## Опис плодног тела
Шешир је округлог облика пречника 2-9 cm. Благо је удубљен на средини. Браон до браон жуте је боје. Дршка је округлог облика, розикасто-беличаста, дугачка 3 до 8 cm пречника 0,5 до 2 cm. Месо је бело и не мења боју приликом механичког оштећења. Базални мицелијум је беле боје. Без укуса и мириса.

## Микроскопија
Споре су беле до жућкасте боје, елиптичне димензија 9-14 × 3-4 μm.

## Отисак спора
Споре остављају жут до смеђ отисак.

## Јестивост
Јестива, али не нарочито укусна гљива.

## Сличне врсте
Нема сличних врста.